# Nudaria fumidisca
Nudaria fumidisca là một loài bướm đêm thuộc phân họ Arctiinae, họ Erebidae.